# Nguyễn Duy (nhà thơ)
Nguyễn Duy (tên thật là Nguyễn Duy Nhuệ; sinh năm 1948) là một nhà thơ Việt Nam, được tặng Giải thưởng Nhà nước về Văn học Nghệ thuật vào năm 2007.

## Tiểu sử
Nguyễn Duy (tên thật là Nguyễn Duy Nhuệ) sinh ngày 07 tháng 12 năm 1948, tại xã Đông Vệ, huyện Đông Sơn (nay là phường Đông Vệ, thành phố Thanh Hóa), tỉnh Thanh Hóa.
Năm 1965, Nguyễn Duy từng làm tiểu đội trưởng tiểu đội dân quân trực chiến tại khu vực cầu Hàm Rồng – Thanh Hóa, một trọng điểm đánh phá ác liệt của không quân Mỹ trong những năm chiến tranh Việt Nam. Năm 1966 ông nhập ngũ, trở thành lính đường dây của bộ đội thông tin. Ông từng tham gia chiến đấu nhiều năm trên các chiến trường đường 9 – Khe Sanh, Đường 9 – Nam Lào, Nam Lào, chiến trường miền Nam. Trong giai đoạn này, ông đã trở thành một gương mặt tiêu biểu trong lớp nhà thơ trẻ thời chống Mĩ cứu nước. Năm 1976, giải ngũ, ông chuyển về làm báo Văn nghệ giải phóng. Từ năm 1977, ông là đại diện thường trú của tuần báo Văn nghệ tại các tỉnh phía Nam.
Ông là đảng viên Đảng Cộng sản Việt Nam; hội viên Hội Nhà văn Việt Nam từ năm 1973.

## Sự nghiệp
Nguyễn Duy làm thơ rất sớm, khi đang còn là học sinh trường cấp 3 Lam Sơn, Thanh Hóa. Năm 1973, ông đoạt giải nhất cuộc thi thơ tuần báo Văn nghệ với chùm thơ: Hơi ấm ổ rơm, Bầu trời vuông, "Giọt nước mắt và nụ cười", Tre Việt Nam trong tập Cát trắng. Ngoài thơ, ông cũng viết tiểu thuyết, bút ký. Ông đã in 13 tập thơ, 3 tập bút ký, 1 tiểu thuyết:
Năm 1997 ông tuyên bố "gác bút" để chiêm nghiệm lại bản thân rồi tập trung vào làm lịch thơ, in thơ lên các chất liệu tranh, tre, nứa, lá, thậm chí bao tải. Từ năm 2001, ông in nhiều thơ trên giấy dó. Ông đã biên tập và năm 2005 cho ra mắt tập thơ thiền in trên giấy dó (gồm 30 bài thơ thiền thời Lý, Trần do ông chọn lọc) khổ 81 cm x 111 cm có nguyên bản tiếng Hán, phiên âm, dịch nghĩa và dịch thơ tiếng Việt, dịch nghĩa và dịch thơ tiếng Anh với ảnh nền và ảnh minh họa của ông.
Năm 1997, ông giành giải Mai Vàng cho tuyển tập thơ Bụi.
Ông được Nhà nước trao tặng Giải thưởng Nhà nước về Văn học nghệ thuật năm 2007 với các tập thơ: Cát trắng, Ánh trăng, Mẹ và em.

## Tác phẩm chính

### Thơ
- Cát trắng (1973), 50 bài thơ
- Ánh trăng (thơ, 1984);
- Đãi cát tìm vàng (1987), 38 bài thơ
- Mẹ và em (1987)
- Đường xa (1989), 19 bài thơ
- Quà tặng (1990)
- Về (1994), 49 bài thơ
- Sáu và Tám (tuyển thơ lục bát, 1994)
- Tình tang (1995)
- Vợ ơi (tuyển thơ tặng vợ, 1995)
- Bụi (1997), 49 bài thơ
- Thơ Nguyễn Duy (2010, tuyển tập những bài thơ tiêu biểu nhất của ông)
- Quê nhà ở phía ngôi sao (2017)
- Tuyển thơ lục bát (2017)
- Em – Sóng (kịch thơ, (1983)

### Tiểu thuyết
- Khoảng cách (tiểu thuyết, 1985)

### Bút ký
- Nhìn ra bể rộng trời cao (bút ký, 1986)
- Tôi thích làm vua (ký, 1988)
- Ghi và Nhớ (ký, 2017)

Nguồn:

## Nhận định
Thơ Nguyễn Duy nhiều bài có cái ngang tàng nhưng vẫn trầm tĩnh và giàu chiêm nghiệm vì thế cứ ngấm vào người đọc. Trong cái đà ngấm ấy có lúc khiến người ta phải giật mình suy nghĩ, nhiều bài thơ của ông được bạn đọc yêu thích: Tre Việt Nam, Ánh trăng, Ngồi buồn nhớ mẹ ta xưa, Đò Lèn, Sông Thao,.... Ông được đánh giá cao trong thể thơ lục bát, một thể thơ có cảm giác dễ viết nhưng viết được hay thì lại rất khó. Thơ lục bát của Nguyễn Duy được viết theo phong cách hiện đại, câu thơ vừa phóng túng lại vừa uyển chuyển chặt chẽ. Nguyễn Duy được giới phê bình đánh giá là người đã góp phần làm mới thể thơ truyền thống này. Bài thơ Tre Việt nam của ông đã được đưa vào sách giáo khoa phổ thông của Việt Nam.
| “                        | Hình hài Nguyễn Duy giống như đám đất hoang, còn thơ Nguyễn Duy là thứ cây quý mọc trên đám đất hoang ấy. | ” |
| — nhạc sĩ Trịnh Công Sơn | |   |

## Vinh danh
- Giải thưởng Nhà nước về Văn học Nghệ thuật năm 2007

### Giải thưởng văn học
- Giải nhất thơ tuần báo Văn nghệ năm 1973,
- Tặng thưởng loại A về thơ của Hội Nhà văn Việt Nam năm 1985.
- Giải Mai Vàng năm 1997 cho tuyển tập thơ Bụi